# Love Rain
Love Rain (en hangul, 사랑비; romanización revisada, Sarangbi) también conocida en español como Lluvia de amor, es una serie de televisión surcoreana emitida durante 2012 que dramatiza el desarrollo una historia de amor entre dos generaciones, tomando lugar entre la década de 1970 y 2012, teniendo como locación diferentes lugares de Corea del Sur, y Hokkaidō en Japón.
Es protagonizada por Jang Keun Suk conocido anteriormente por su papel en You're Beautiful y Yoona integrante de la banda Girls' Generation. Fue transmitida en su país de origen por KBS 2TV desde el 16 de marzo hasta el 29 de mayo de 2012, con una longitud final de 20 episodios emitidos cada lunes y martes a las 21:55 (KST). fue un éxito a nivel internacional logrando exportarse a 12 países inicialmente, destacando en Japón donde obtuvo gran audiencia y reconocimiento en su emisión por Fuji TV. La banda sonora fue programada para lanzarse el 24 de abril de 2012 por Wifree Media, mientras la serie aún se emitía y llamó la atención al vender 20,000 copias en preventas.
Posterior a su difusión en Japón, Love Rain fue editada en dos largometrajes que fueron exhibidas en cines de todo Japón. La primera parte está confeccionada principalmente con las escenas de la década de 1970, esta fue estrenada el 20 de septiembre de 2013. Mientras que la segunda fue hecha con imágenes del presente y fue estrenada el 11 de octubre de 2013. Las dos películas fueron estrenadas en televisión en agosto de 2014 por la cadena japonesa de satélite WOWOW, además la serie tuvo una participación en el MIPTV Media Market de Cannes, Francia en 2012, una de las ferias de contenidos televisivos más importantes a nivel global.

## Argumento
Love Rain muestra un amor puro de la década de 1970 y un amor del día de hoy. En la década de 1970, Seo In Ha, estudiante de arte y Kim Yoon Hee, una tímida estudiante de economía doméstica, quienes se conocieron y se enamoraron en la universidad, pero lamentablemente su amor no estaba destinado. In Ha debe prestar servicio militar y cuando retorna por Yoon Hee sus amigos le dicen que ha muerto en Estados Unidos.
Ahora en Corea del siglo 21, el hijo de In Ha, Joon (un fotógrafo liberal) se reúne con la hija de Yoon Hee, Ha Na, una chica alegre y llena de energía cuya personalidad es diferente a la de su madre. Al principio, los dos no se llevaran bien, pero poco a poco se enamoraran. In Ha nunca dejó de amar a Yoon Hee, a pesar de casarse con una de sus mejores amigas, Hye Jung. Un amigo de In Ha descubre que Yoon Hee nunca murió y que se encuentra en Corea, pero no puede decírselo a In Ha por pedido de Hye Jung. A pesar de todo lo que hace Hye Jung para que su exesposo no se encuentre con su primer amor, In Ha reconoce a Yoon Hee en las calles de Seúl y decide recuperar el tiempo perdido con ella. Lo que no saben que sus hijos están de novios, y lo peor se viene cuando los padres anuncian su matrimonio a sus hijos.

## Reparto

### Personajes en 1970
- Jang Keun Suk como Seo In Ha.
- Yoona como Kim Yoon Hee.
- Kim Si-hoo como Lee Dong Wook.[16]
- Son Eun Seo como Baek Hye Jung.
- Seo In Guk como Kim Chang Mo.
- Hwang Bo Ra como Hwang In Sook.

### Personajes en 2012
- Jang Keun Suk como Seo Joon (hijo de In Ha).
- Im Yoon Ah como Jung Ha Na (hija de Yoon Hee).
- Kim Si-hoo como Lee Sun Ho (hijo de Dong Wook).
- Jung Jin-young como Seo In Ha (padre de Seo Joon).
- Lee Mi Sook como Kim Yoon Hee (madre de Ha Na).
- Kim Young Kwang como Han Tae Sung.
- Oh Seung Jo como Soo Yoon.
- Park Se-young como Lee Mi Ho (hija de Dong Wook).
- Lee Chan Ho como Jang Soo.
- Shin Ji Ho como In Sung.
- En Ha Kwon como Lee Dong Wook.
- Yoo Hye Ri como Baek Hye Jung (madre de Seo Joon).
- Park Ji Il como Kim Chang Mo.
- Seo In Guk como Kim Jeon Sul (sobrino de Chang Mo).

## Banda sonora
- Na Yoon Kwon - «Love Is Like Rain».
- Jang Geun Suk - «Love Rain».
- Tiffany Hwang - «Because It's You».
- Yozoh - «Again and Again».
- S Jin - «The Girl And I».

## Recepción
Love Rain alcanzó bajas cifras de audiencia, siendo superada por Lights and Shadows de MBC y Fashion King de SBS con un promedio de 20,6 % y 9,2 % respectivamente.
Debido a la influencia de Yoona y Jang Keun Suk en el Hallyu, lograron que Korean Broadcasting System vendiera los derechos de la serie y la convirtiera en la de mayor precio hasta el momento. Tuvo un costo de ₩450 millones por episodio y un total de ₩900 millones por la serie completa. Fue exportada a 12 países en Asia y Europa incluyendo China, Hong Kong, Taiwán, Tailandia, Malasia, Vietnam, Filipinas, Camboya y Singapur, con una recaudación de ₩115 billones en ventas.

### Audiencia
| 1        | 26 de marzo de 2012 | 12.2 % | 11.6 % |
| 2        | 27 de marzo de 2012 | 12.0 % | 10.4 % |
| 3        | 2 de abril de 2012  | 9.6 %  | 8.8 %  |
| 4        | 3 de abril de 2012  | 10.6 % | 10.6 % |
| 5        | 9 de abril de 2012  | 10.4 % | 10.8 % |
| 6        | 10 de abril de 2012 | 13.0 % | 11.8 % |
| 7        | 16 de abril de 2012 | 11.0 % | 10.0 % |
| 8        | 17 de abril de 2012 | 12.0 % | 12.8 % |
| 9        | 23 de abril de 2012 | 9.4 %  | 10.4 % |
| 10       | 24 de abril de 2012 | 10.0 % | 11.2 % |
| 11       | 30 de abril de 2012 | 9.4 %  | 11.2 % |
| 12       | 1 de mayo de 2012   | 8.6 %  | 10.4 % |
| 13       | 7 de mayo de 2012   | 8.0 %  | 10.2 % |
| 14       | 8 de mayo de 2012   | 9.6 %  | 11.8 % |
| 15       | 14 de mayo de 2012  | 9.6 %  | 12.0 % |
| 16       | 15 de mayo de 2012  | 8.4 %  | 10.4 % |
| 17       | 21 de mayo de 2012  | 9.7 %  | 11.6 % |
| 18       | 22 de mayo de 2012  | 9.4 %  | 10.0 % |
| 19       | 28 de mayo de 2012  | 11.5 % | 10.6 % |
| 20       | 29 de mayo de 2012  | 11.3 % | 11.8 % |
| Promedio | Promedio            | 10.2 % | 10.9 % |

## Premios y nominaciones
| Año  | Premio                               | Categoría                                                      | Nominado      | Resultado |
| ---- | ------------------------------------ | -------------------------------------------------------------- | ------------- | --------- |
| 2012 | 7th Seoul International Drama Awards | Actor coreano sobresaliente                                    | Jang Keun Suk | Nominado  |
| 2012 | 5th Korea Drama Awards               | Mejor nuevo actor                                              | Seo In Guk    | Ganador   |
| 2012 | KBS Drama Awards                     | Premio a la excelencia, actor en un drama de mediana duración  | Jang Keun Suk | Nominado  |
| 2012 | KBS Drama Awards                     | Premio a la excelencia, actriz en un drama de mediana duración | Im Yoona      | Nominado  |
| 2012 | KBS Drama Awards                     | Mejor nuevo actor                                              | Seo In Guk    | Nominado  |
| 2012 | KBS Drama Awards                     | Premio Netizen                                                 | Im Yoona      | Ganador   |

## Emisión internacional
- Birmania: SKYNET Drama (2014).
- Estados Unidos: LA 18 (KSCI).
- Filipinas: ABS-CBN.
- Hong Kong: TVB Japanese (2012).
- Indonesia: Indosiar.
- Japón: KNTV, Fuji TV y WOWOW.
- Malasia: 8TV.
- Rumanía: Euforia TV.
- Singapur: E City (2012).
- Tailandia: Channel 7 (2015).[24]
- Taiwán: GTV (2012).